# بیمارستان الماس
بیمارستان الماس (به انگلیسی: Almas Hospital) بیمارستانی  در  هند است  و دارای ۱۵۰ تخت است.